# Frank Wiedemann
 (février 2025).
Pour les articles homonymes, voir Wiedemann.
Frank Wiedemann, né en 1973 à Karlsruhe, est un musicien allemand, principalement connu comme la moitié d'Âme mais aussi membre des projets A Critical Mass, Schwarzmann et Howling. Il fonde et dirige les labels Innervisions et Bigamo Musik. 

## Biographie
Frank Wiedemann commence comme musicien dans divers groupes de jazz et de rock à Karlsruhe à la fin des années 1980. Il travaille également comme graphiste pendant cette période. Ses premières productions en musique électronique ont débuté à la fin des années 1990. Tranespotting, composée avec Stefan Lechner sous le nom de Soul FC sort sur Compost Records en novembre 2001. 
La même année, Frank Wiedemann forme avec Kristian Beyer le duo Âme. Leurs premiers titres sortent sur Sonar Kollektiv en 2002.
En 2006, il fonde avec Kristian Beyer et Dixon le label de musique Innervisions, sur lequel il sortira en tant que Âme de nombreux singles, EPs et remixes - entre autres Rej en 2005 et Howling (Âme Remix) en 2012.
En 2009, il tourne pendant un an en tant que A Critical Mass avec Kristian Beyer, Henrik Schwarz et Dixon. Ensemble, ils produisent la musique du film Das Cabinet des Dr. Caligari dans le cadre du Jetztmusikfestival (plus tard également joué à Roundhouse à Londres dans le cadre du projet de Ron Arad Curtain Call) et sortent The Grandfather Paradox, une compilation cross-genre sur BBE Records.
À la suite de cette tournée, le projet Schwarzmann nait en 2011 avec Henrik Schwarz. Le duo apparait seulement en live, délivrant une musique basée sur l'improvisation libre et puisant ses origines dans le contexte house et techno. Ensemble, ils invitent de nombreux musiciens (notamment Bugge Wesseltoft, Kahil El'Zabar, Ben Westbeech, Pat Thomas, Robert Owens) pour des jam session de plusieurs heures. Ces soirées Schwarzmann ont notamment lieu à l'ancien club de musique d'Amsterdam Trouw et au XJazz Festival de Berlin en 2016.
En 2012, Frank Wiedemann fonde le groupe  Howling avec RY X, musicien et chanteur né en Australie et basé à Los Angeles. Après avoir présenté un live au Sónar, au Lowlands Festival, au Puckelpop et au Panorama Bar Berlin, leur album « Sacred Ground » sort en 2015 chez Monkeytown Records et Ninjatune.
En 2013, Frank Wiedemann rejoint Marcel Dettmann pour composer et produire la musique d’une des trois parties du ballet techno Masse au Berghain, avec une chorégraphie de Nadja Saidakowa et une scénographie du peintre Norbert Bisky. Les remixes apparaissent plus tard sur le label Ostgut Ton.
Frank Wiedemann commence à produire en tant qu’artiste solo. En 2015, il remixe pour Grönland Records le titre Yellow Raincoats de l'auteur-compositeur-interprète irlandais I Have A Tribe. Un an plus tard, il sort son premier maxi Moorthon sur  Innervisions.
En tant que musicien live, Frank Wiedemann se produit généralement dans le monde entier sous son pseudonyme Âme (Live) dans des clubs renommés tels que le Robert Johnson]ou le Berghain, ainsi que dans de grands festivals tels que Time Warp, Dour festival, Tomorrowland,  Nocturnal Wonderland, Field Day, ou encore Electric Zoo. 
Frank Wiedemann se classe à plusieurs reprises dans le top 3 du palmarès annuel des meilleurs artistes live de Resident Advisor.
Sur scène, l’improvisation est un élément majeur de son live.
Il participe au projet  Circle Of Live de Sebastian Mullaert, réunissant jusqu'à cinq musiciens jammant avec leurs équipements de musique électronique.
Depuis 2015, Frank Wiedemann est curateur avec Ry X du Sacred Ground Festival, proche de Berlin. En 2017, il fonde Bigamo Musik, un label consacré aux musiques électroniques ne rentrant pas dans le champ house du label Innervisions
Lors de la Berlinale 2018, le film  Symphony of Now de Johannes Schaaf est projeté pour la première fois. Composée et produite par Frank Wiedemann en collaboration avec des musiciens de la scène électronique berlinoise, la bande son s'inspire d’un classique du cinéma muet: Berlin, symphonie d'une grande ville, de Walter Ruttmann (1927).  Pour chacun des cinq actes, Frank Wiedemann invite des musiciens dans son studio à co-composer et jouer une musique reflétant la nuit de Berlin en 2017. Lors de la première de Symphony of Now, la bande sonore est interprétée en live par les artistes.
En septembre 2018, Innervisions organise la première soirée de musique électronique au Royal Albert Hall de Londres]. Frank Wiedemann se produit à cette occasion avec Howling et en tant que Âme Live. Il est rejoint par Matthew Herbert et Gudrun Gut pour des collaborations individuelles.

## Discographie

### EP
- 2016 : Moorthon

### Bande-son
- 2018 : Symphony of Now (Original Motion Picture Soundtrack) ft. Hans-Joachim Roedelius, Samon Kawamura, Gudrun Gut, Thomas Fehlmann, Modeselektor, Alex.Do

### Remixes
- 2013 : Howling – Shortline (Frank Wiedemann Remix)
- 2014 : Alex Banks – A Matter Of Time (Frank Wiedemann Remix)
- 2014 : Kalabrese – Stone On Your Back (Frank Wiedemann Remix)
- 2014 : Alex Barck – Oh Africa (Frank Wiedemann Remix)
- 2015 : Tiefschwarz – Do Me (Frank Wiedemann Orchestra Remix)
- 2015 : I Have A Tribe – Yellow Raincoats (Frank Wiedemann Remix)
- 2015 : The Legendary Lightness – Hey Ron (Frank Wiedemann Remix)
- 2016 : Petar Dundov – The Lattice (Frank Wiedemann Remix)
- 2017 : Toydrum – God Song (Frank Wiedemann Remix)

### Studio album avec Howling
- 2015 : Sacred Ground

### Studio album avec Âme
- 2018 : Dream House[9],[10],[11]

### Collaborations
- 2010 : Tête (I:Cube & Frank Wiedemann) – Rotor, EP
- 2012 : Marcus Worgull & Frank Wiedemann – Muwekma
- 2012 : Ry & Frank Wiedemann – Howling
- 2013 : RY X & Frank Wiedemann pres. The Howling – Shortline, EP
- 2013 : Marcel Dettmann & Frank Wiedemann – Menuett Masse
- 2014 : Marcel Dettmann & Frank Wiedemann – Masse Remixes II